# Cova de So n'Hereu - Sa Pleta
La cova de So n'Hereu - Sa Pleta és un jaciment arqueològic constituït per restes de diverses construccions talaiòtiques i islàmiques molt arrasades, situat a la possessió de So n'Hereu, al municipi de Llucmajor, Mallorca.
En el jaciment destaquen tres construccions en planta; un conjunt de 8 sitges i 2 coves, una pretalaiòtica i una talaiòtica amb columna exempta. Tot això s'ubica a la part elevada del terreny, als vessants nord, est i oest. Tres de les sitges es troben mig tapades mentre que les altres són de fàcil accés i estan en perfecte estat. El diàmetre de les sitges varia de 50 cm fins a 1 m i la fondària d'algunes va poc més enllà dels tres metres. Pel que fa a les coves, apuntar que es troben en bon estat de conservació amb l'accés i l'interior espaiat i net. La cova talaiòtica amb columna exempta és de grans dimensions amb 13 metres d'amplària i quasi 6 de fondària, i amb una altura a l'interior de més de 4 metres.